# Czebieńki
Czebieńki (ros. Чебеньки) – wieś (sieło) w Rosji, w obwodzie orenburskim, w rejonie orenburskim. W 2010 liczyła 3896 mieszkańców.